# تسای چین (بازیگر)
تسای چین (انگلیسی: Tsai Chin (actress)؛ زادهٔ ۳۰ نوامبر ۱۹۳۶) یک هنرپیشه، خواننده، و پدیدآور اهل جمهوری خلق چین است.
از فیلم‌ها یا برنامه‌های تلویزیونی که وی در آن نقش داشته است می‌توان به خاطرات یک گیشا، گوشه قرمز، انتقام فو مانچو، قلعه فو مانچو، تبار فو مانچو و شما فقط دو بار زندگی می‌کنید اشاره کرد.